# 1183

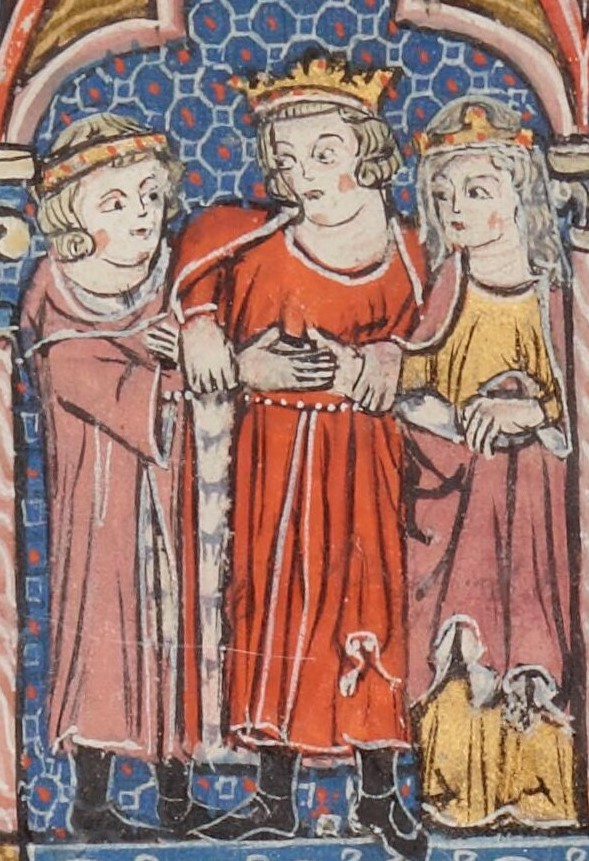
Huwelijk van Humpfrey IV van Toron en Isabella van Jeruzalem

Het jaar 1183 is het 83e jaar in de 12e eeuw volgens de christelijke jaartelling.

## Gebeurtenissen
juni
- 2 - De Minamoto roepen Antoku's broer Go-Toba tot keizer uit; de Taira blijven echter het keizerschap van Antoku claimen.
- 3 - De Engelse troonopvolger en mede-koning Hendrik de Jongere sterft en wordt opgevolgd door zijn broer Richard Leeuwenhart
- 20 - De Vrede van Konstanz wordt ondertekend. ze regelt de verhouding tussen keizer Frederik Barbarossa en de Liga van Lombardije.

augustus
- 14 - De Minamoto veroveren Kioto. De Taira en keizer Antoku vluchten.

september
- september - Andronikos Komnenos laat zich tot medekezier van Alexios II Komnenos kronen.

oktober
- oktober - Andronikos laat Alexios wurgen, en is nu alleenheerser. Hij trouwt met Alexios' jonge weduwe Agnes van Frankrijk

zonder datum
- Reinoud van Châtillon verovert Eilat en voert aanvallen uit op Mekka.
  - Beleg van Kerak: Saladin valt Kerak aan, het hoofdkwartier van Reinoud van Châtillon, maar het kasteel wordt door Boudewijn IV van Jeruzalem ontzet.
    - Het beleg vindt plaats terwijl in het kasteel het huwelijk van Humpfrey IV van Toron met Isabella van Jeruzalem plaatsvindt.
- Boudewijn zet Guy van Lusignan af als zijn regent, nadat deze geweigerd heeft te helpen bij de strijd tegen Saladin.
  - Boudewijn benoemt hierna niet zijn zuster Sibylla, Guys echtgenote, tot zijn troonopvolger, maar Boudewijn van Monferrato, haar zoon uit haar eerste huwelijk.
- september - Slag bij Al Fule: Guy van Lusignan weet een nieuwe inval van Saladin terug te slaan.

zonder datum
- Het landgraafschap Brabant wordt verheven tot een hertogdom onder Hendrik I. (of 1184)
- Ibn Jubayr vertrekt van Spanje naar Mekka, het begin van de reis waarin hij in zijn Rihla verslag doet.
- Oudste vermelding van een windmolen in West-Europa.
- Oudst bekende vermelding: Meix-devant-Virton, Vrasene, Westvleteren

## Opvolging
- Beieren - Otto I van Beieren opgevolgd door zijn zoon Lodewijk de Kelheimer
- Brabant - Godfried III van Leuven opgevolgd door zijn zoon Hendrik I
- patriarch van Constantinopel - Theodosius I Borradiotes opgevolgd door Basilius II Carnaterus
- Japan (20 augustus) - Antoku opgevolgd door Go-Toba
- aartsbisdom Salzburg - Koenraad III van Wittelsbach opgevolgd door Adalbert III van Bohemen

## Afbeeldingen

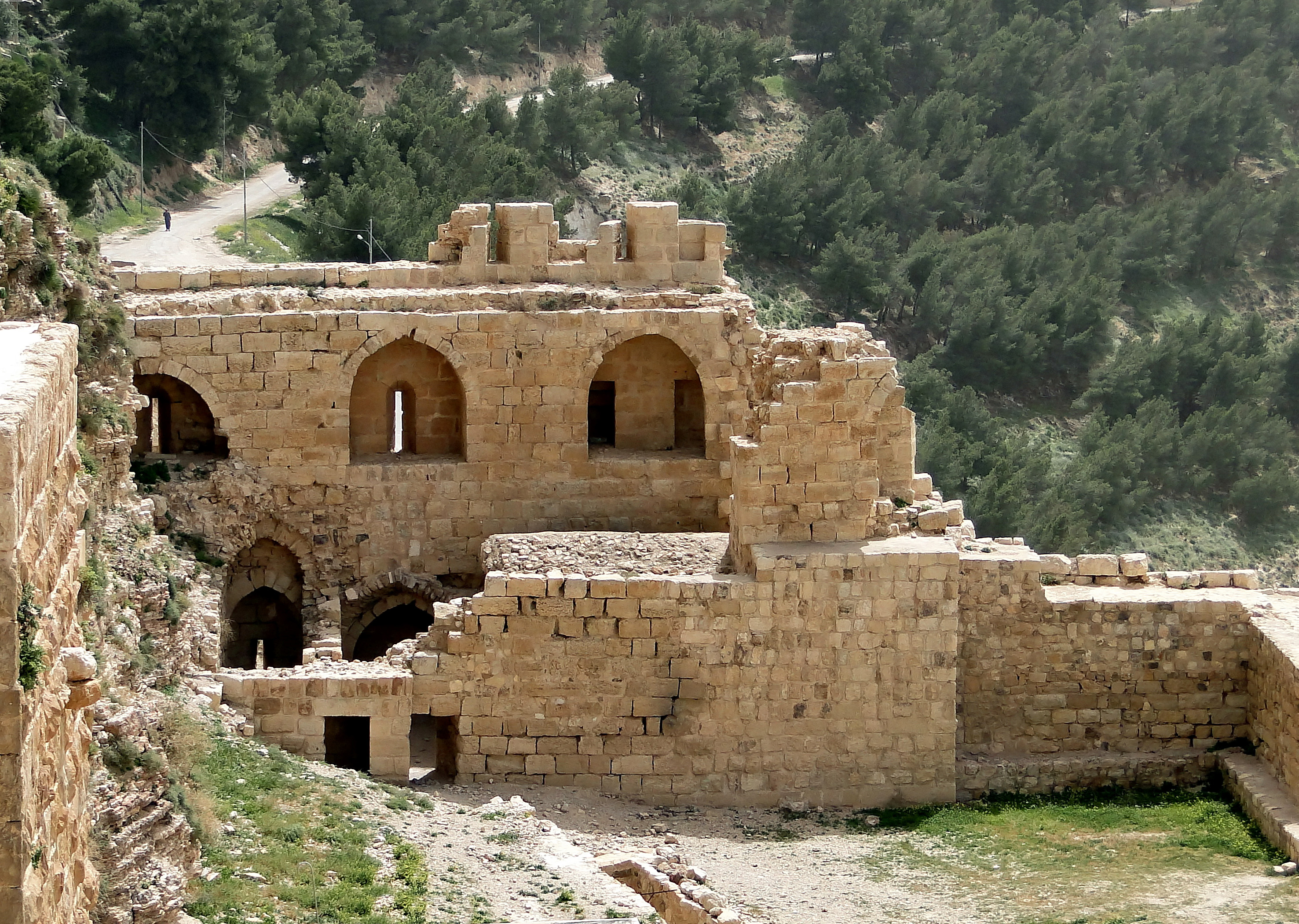
Ruïne van de burcht van Kerak
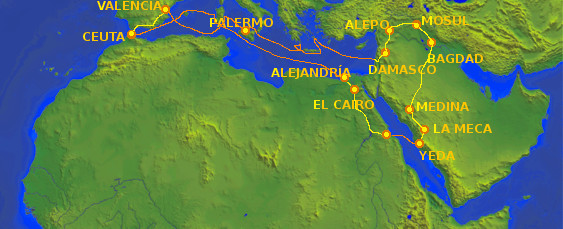
route van ibn Jubayr

## Geboren
- Gwijde I, burggraaf van Thouars
- Philippa van Armenië, echtgenote van Theodoros I Laskaris

## Overleden
- 28 maart - Elisabeth van Vermandois (~39), echtgenote van Filips van de Elzas
- 11 juni - Hendrik de Jonge (28), kroonprins van Engeland en graaf van Maine (dysenterie)
- 11 juli - Otto I, hertog van Beieren (1180-1183)
- 23 augustus - Christiaan I van Buch (~53), aartsbisschop van Mainz en rijkskanselier
- oktober - Alexios II Komnenos (14), keizer van Byantium (1180-11830)
- Gilbert d'Aissailly, grootmeester van de Orde van Sint Jan van Jeruzalem
- Hendrik, graaf van Tréguier en Guingamp
- Willem FitzRobert (~62), graaf van Gloucester
- Peter I van Courtenay, Frans edelman en kruisvaarder (jaartal bij benadering)